# باشگاه فوتبال فالکیرک
 باشگاه فوتبال فالکیرک  
(به گیلیک اسکاتلندی: .Falkirk F.C) باشگاه فوتبال اسکاتلندی است که در شهر فالکیرک قرار دارد و در لیگ دسته اول فوتبال اسکاتلند بازی میکند.
این باشگاه در سال ۱۸۷۶ تأسیس شده است.

## افتخارات
- لیگ سطح اول اسکاتلند
  - نایب قهرمانی (۲):۰۸–۱۹۰۷، ۱۰–۱۹۰۹
- لیگ دسته اول فوتبال اسکاتلند
  - قهرمانی (۷)
- لیگ دسته دوم فوتبال اسکاتلند
  - قهرمانی (۱):۸۰–۱۹۷۹
- جام حذفی فوتبال اسکاتلند
  - قهرمانی (۲): ۱۹۱۳، ۱۹۵۷
- لیگ کاپ فوتبال اسکاتلند
  - نایب قهرمانی (۱): ۴۸–۱۹۴۷
- چلنگ کاپ فوتبال اسکاتلند
  - قهرمانی (۴): 1993, 1997, 2004, 2011